# David di Donatello de la meilleure réalisation étrangère

John Huston a été le premier réalisateur à recevoir le prix en 1966

Le David di Donatello de la meilleure réalisation étrangère (David di Donatello per il miglior regista straniero) est une récompense cinématographique italienne décernée annuellement par l'Académie du cinéma italien, plus précisément par l’Ente (Association) David di Donatello. Elle est décernée depuis la onzième édition du Prix David di Donatello en 1966 et a pris fin après la trente-cinquième édition en 1990.
En vingt-cinq ans, dix-sept personnes ont été récompensés. Miloš Forman et Akira Kurosawa ont reçu trois fois ce prix, devançant Louis Malle et John Schlesinger, par deux fois lauréats.

## Palmarès

### Années 1960
- 1966 : John Huston pour La Bible (The Bible: In the Beginning...)
- 1967 : David Lean pour Le Docteur Jivago (Doctor Zhivago)
- 1968 : Richard Brooks pour De sang-froid (In Cold Blood)
- 1969 : Roman Polanski  - Rosemary's Baby

### Années 1970
- 1970 : John Schlesinger pour Macadam Cowboy (Midnight Cowboy)
- 1971 : Claude Lelouch pour Le Voyou
- 1972 : John Schlesinger pour Un dimanche comme les autres (Sunday bloody sunday)
- 1973 : Bob Fosse – Cabaret
- 1974 : Ingmar Bergman pour Cris et chuchotements (Viskningar Och Rop)
- 1975 : Billy Wilder pour Spéciale première (The Front Page)
- 1976 : Miloš Forman pour Vol au-dessus d'un nid de coucou (One Flew Over the Cuckoo's Nest)
- 1977 : Akira Kurosawa pour Dersou Ouzala
- 1978 : Herbert Ross pour Adieu, je reste (The Goodbye Girl) et Ridley Scott pour Les Duellistes (The Duellists) ((ex æquo))
- 1979 : Miloš Forman pour Hair

### Années 1980
- 1980 : Francis Ford Coppola pour Apocalypse Now
- 1981 : Akira Kurosawa pour Kagemusha, l'ombre du guerrier (Kagemusha)
- 1982 : Margarethe von Trotta pour Les Années de plomb (Die Bleierne Zeit)
- 1983 : Steven Spielberg pour E.T. l'extra-terrestre
- 1984 : Ingmar Bergman pour Fanny et Alexandre (Fanny och Alexander)
- 1985 : Miloš Forman pour Amadeus
- 1986 : Akira Kurosawa pour Ran
- 1987 : James Ivory pour Chambre avec vue (A Room With a View)
- 1988 : Louis Malle pour Au revoir les enfants
- 1989 : Pedro Almodóvar pour Femmes au bord de la crise de nerfs (Mujeres al borde de un ataque de nervios)

### Années 1990
- 1990 : Louis Malle pour Milou en mai